# Кнутсторп
Кнутсторп (швед. Knutstorps borg) — замок в коммуне Свалёв, Сконе, Швеция.

## История
Существовал уже в середине XIV века. С конца Средневековья и до 1663 года, после того как Сконе была передана Швеции по Роскилльскому мирному договору, замок принадлежал датскому дворянскому роду Браге. Возведение главного здания было завершено в 1551 году датским королевским тайным советником Отте Браге (1518—1571) и его женой Беатой Билле (1526—1605). В поместье родились их дети, в том числе знаменитый астроном Тихо Браге (1546—1601) и София Браге (1556—1643), также астроном.
В 1771 году замок был продан шведскому графу Фредерику Георгу Хансу Карлу Вахтмейстеру (1720—1792) и с тех пор принадлежит его потомкам.